# 부시가

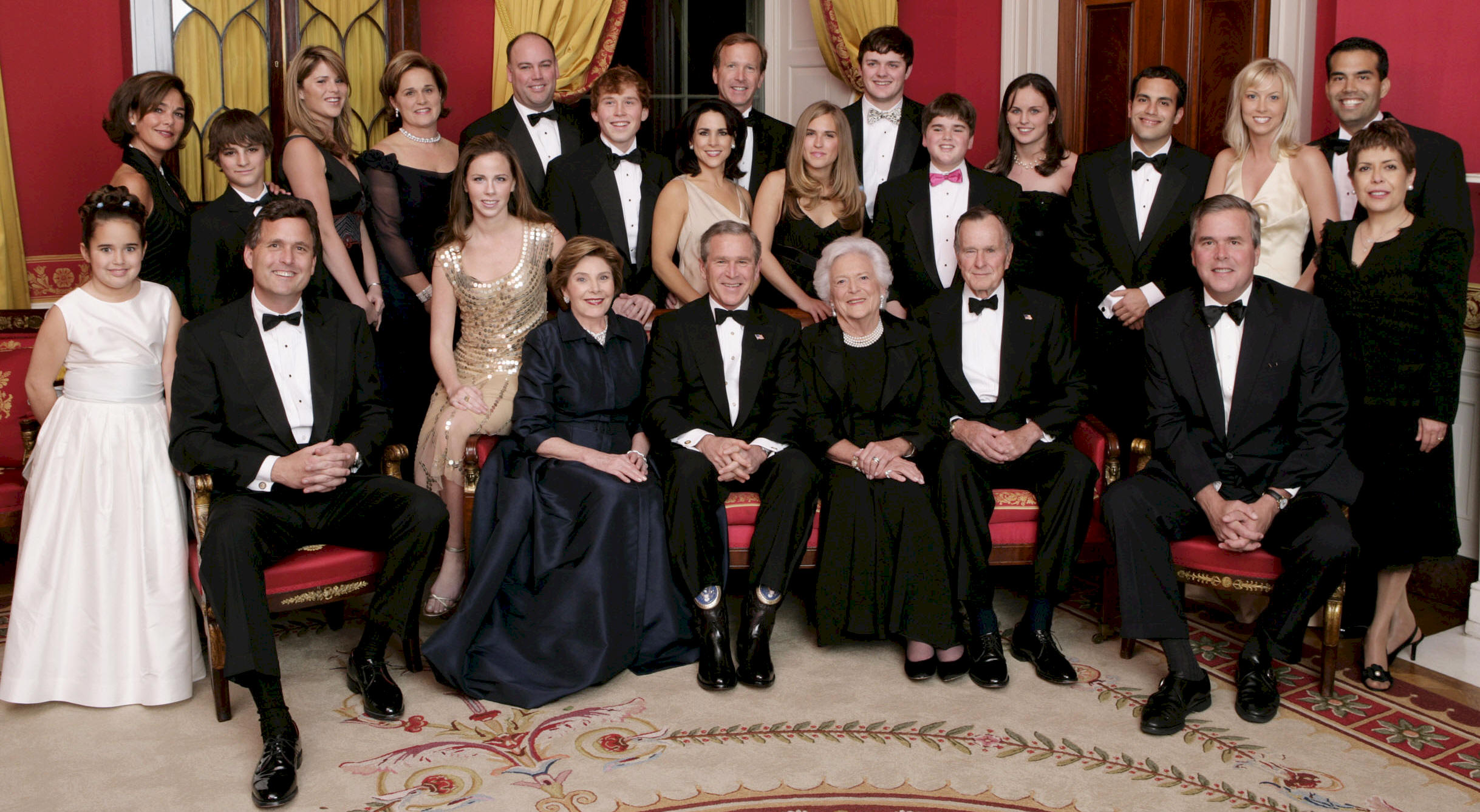
2005년에 촬영한 부시가

부시가(Bush Family)는 미국 정치, 뉴스, 스포츠, 엔터테인먼트, 비즈니스 분야에서 두각을 나타내고 있는 미국의 가문이다. 그들은 1989년부터 1993년까지 그리고 2001년부터 2009년까지 미국의 대통령 가문이었으며, 조지 H. W. 부시가 부통령이었던 1981년부터 1989년까지 미국의 부통령 가문이기도 했다. 부시 가문은 두 명의 미국 대통령을 배출한 네 가문 중 하나이다. 다른 가문은 애덤스가, 루스벨트가, 해리슨가이다.
정치에 관여한 것으로 가장 잘 알려진 가족 구성원들은 미국 상원의원 (프레스콧 부시), 주지사 (젭 부시와 조지 W. 부시), 그리고 대통령 (이전에 부통령을 역임했던 조지 H. W. 부시와 조지 W. 부시)을 포함하여 4세대에 걸쳐 다양한 국가 및 주 사무실을 보유하고 있다. 다른 가족 구성원들은 전미 미식축구 리그 (NFL) 임원 (조 엘리스)과 두 명의 전국적으로 유명한 텔레비전 유명인 (빌리 부시와 제나 부시 헤이거)을 포함한다.
부시 가문은 주로 영국과 독일 혈통이다. 부시 가문은 유럽의 기원을 17세기로 거슬러 올라가며, 1647년 사무엘 부시가 그들의 첫 번째 미국 출생 조상이다. 그들은 또한 스웨덴 혈통을 가지고 있다. 스웨덴 식민지 사회는 또한 부시 가문이 예테보리에서 뉴스웨덴(델라웨어)으로 이주한 스웨덴 농부 몬스 안데르손(Mtenns Andersson)의 10대를 거슬러 올라가는 가장 오래된 유럽의 뿌리이기 때문에 이것에 매우 관심이 있다고 말한다.

## 같이 보기
- 미국의 대통령 목록